# Carolina Costa
Carolina Costa (anhörenⓘ; * Dezember 1984) ist eine brasilianische Kamerafrau.

## Leben
Carolina Costa stammt ursprünglich aus Brasilien, wo sie Journalismus und Standfotografie studierte. Im Jahr 2005 zog sie nach London und erhielt im Rahmen ihres BA Honours Degree in Film Studies and Production eine Kameraausbildung. Fortan arbeitete sie für verschiedene Kurzfilme, Musikvideos und Modefilme und später auch für Spielfilme.
Im Jahr 2011 zog sie nach Los Angeles, um als Cinematography Fellow ihren Master of Fine Arts am American Film Institute zu machen. Ihr Abschlussfilm Way in Rye wurde für den Student Academy Award nominiert. Ihren Kurzfilm Contrapelo stellte sie beim Tribeca Film Festival vor. Ihr Dokumentarfilm Lea, der in Favela City of God für das 5by20-Sozialprogramm von Coca-Cola gedreht wurde, wurde als Eröffnungsfilm der von Bill Clinton organisierten Global Initiative Conference gezeigt.
Hiernach war sie für Anahita Ghazvinizadehs Film They tätig, der im Mai 2017 bei den Internationalen Filmfestspielen in Cannes seine Premiere feierte. Es folgten Arbeiten für das Filmdrama Hala des Regisseurs Minhal Baig, das Historiendrama Der Ball der 41 von David Pablos, den Film Heroic von David Zonana und das Filmdrama Fancy Dance von Erica Tremblay. Für Letzteren wurde sie beim South by Southwest Film Festival mit dem Zeiss Cinematography Award ausgezeichnet. Der Film The Graduates von Hannah Peterson, bei dem sie als Kamerafrau fungierte, soll im Juni 2023 beim Tribeca Film Festival seine Premiere feiern.
Von der Zeitschrift American Cinematographer wurde Costa zu einem der Rising Stars des Jahres 2018 bestimmt.

## Filmografie
- 2009: Temptation
- 2010: The Spirit of Jazz
- 2011: Rumspringa (Kurzfilm)
- 2015: The Chosen Ones
- 2017: Flower
- 2017: They
- 2018: Guilt (Kurzfilm)
- 2018: Icebox
- 2019: Hala
- 2020: Der Ball der 41 (El baile de los 41)
- 2023: Heroic
- 2023: Fancy Dance
- 2023: The Graduates

## Auszeichnungen
Camerimage
- 2014: Nominierung im Etudes Competition (Way in Rye)
- 2014: Nominierung für die Goldene Kaulquappe im Student Etudes Competition (Way in Rye)[4]

Premio Ariel
- 2021: Nominierung für die Beste Kamera (Der Ball der 41)[5]

South by Southwest Film Festival
- 2023: Auszeichnung mit dem Zeiss Cinematography Award (Fancy Dance)